# 貝倫 (烏拉圭)
30°47′S 57°47′W / 30.783°S 57.783°W

貝倫（西班牙語：Belén），是烏拉圭的城鎮，位於該國西北部，由薩爾托省負責管轄，處於烏拉圭河沿岸，始建於1801年3月14日，主要經濟活動是農業，2011年人口1,926。